# Getijmeter

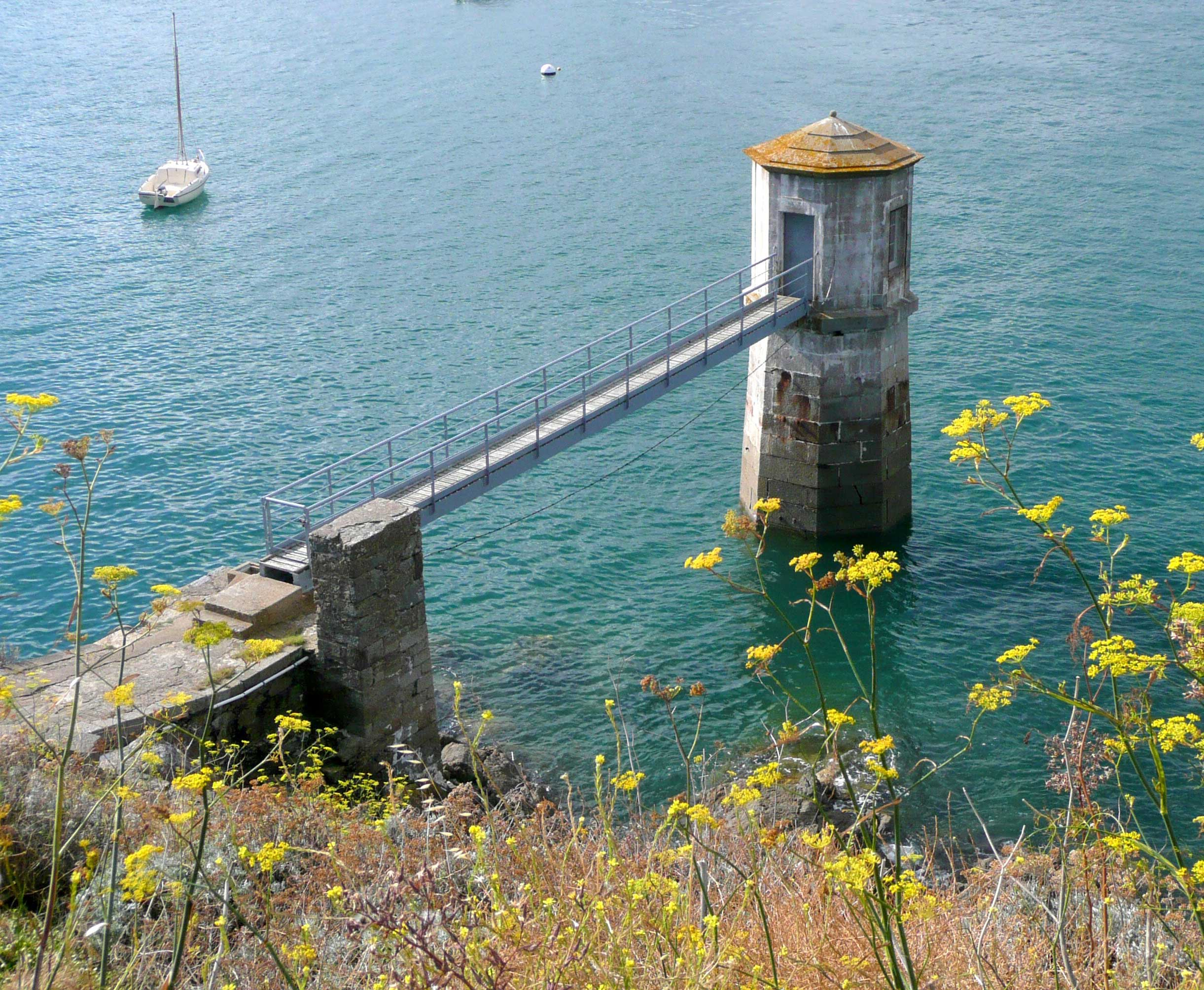
Torentje van de getijmeter te St. Malo

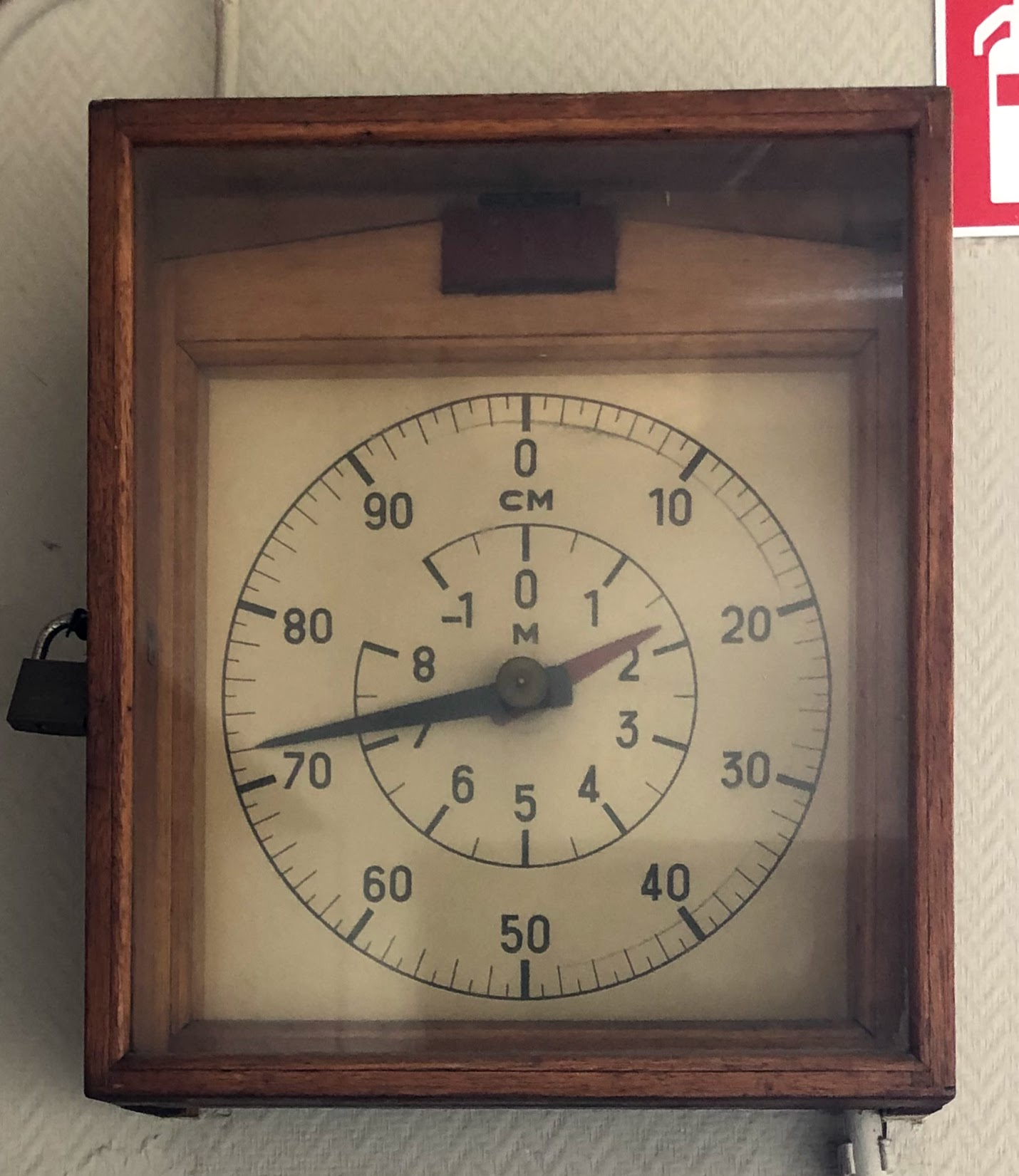
Getijmeter in het voormalige gebouw van het Loodswezen te Antwerpen

Een getijmeter is een instrument om de waterstand te meten.

## Methoden ten behoeve van het meten van de waterstand
Voor het herleiden van alle hydrografische metingen tot een bepaald referentievlak, zal in getijdengebieden gebruik moeten worden gemaakt van een getijdenmeter. Het meten van de waterstand kan op de volgende manieren gebeuren:

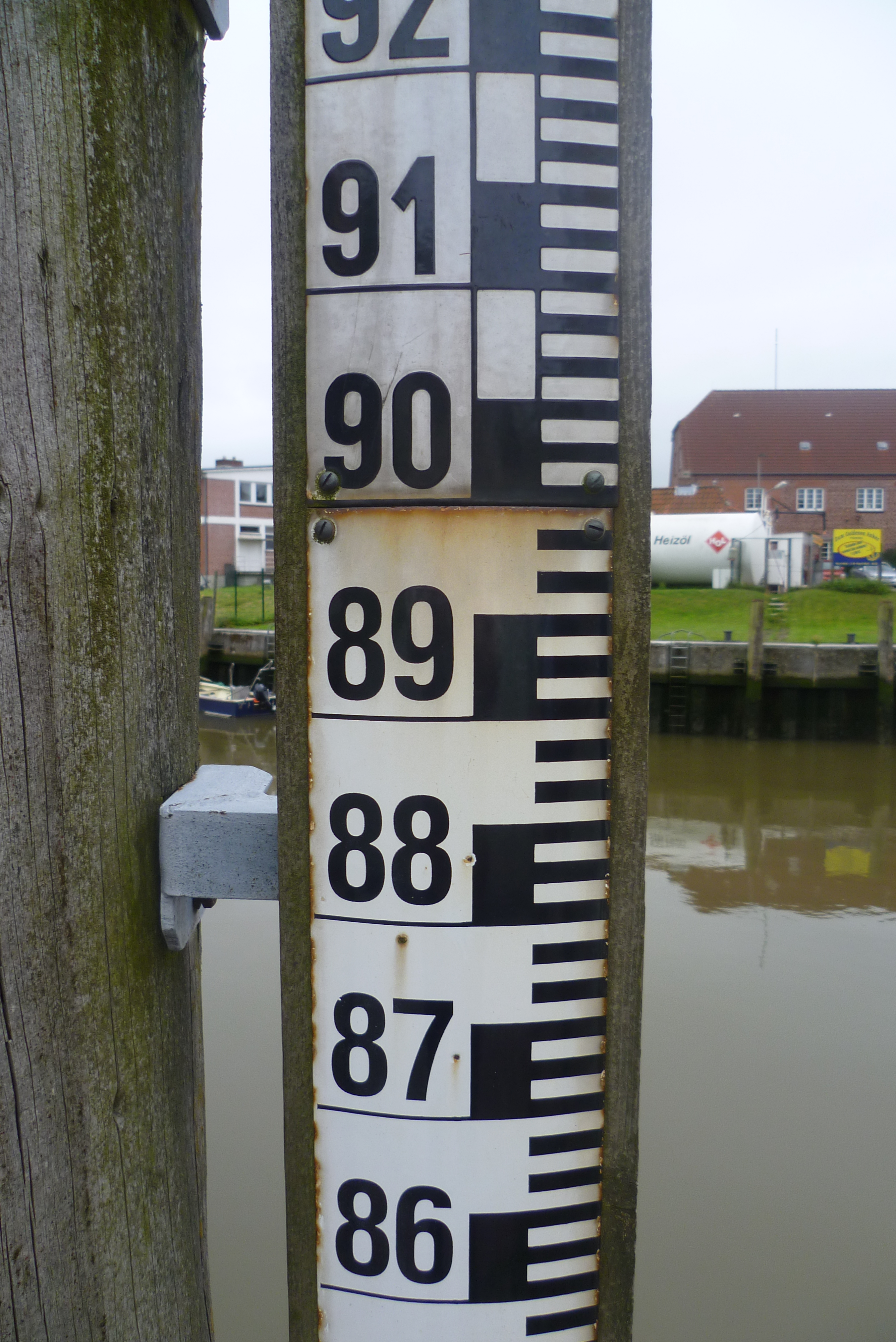
Peilschaal

- Peilschaal;
- Digitale Niveaumeter (DNM);
- Elektrische peilschaal;
- Drukmeting;
- Omgekeerde echolood;
- Radarniveaumeter (RNM);
- Stappenbaak;

### Peilschaal
De gemakkelijkste manier om de waterstand te bepalen is het aflezen van een peilschaal. Een niet-registrerende peilschaal bestaat meestal uit een geëmailleerde stalen plaat met een centimeterverdeling, die bevestigd aan een paal of een kademuur, verticaal in het water staat, zodat de hoogte van de waterspiegel ten opzichte van een bepaald referentievlak kan worden aflezen. Nadeel is echter dat continue registratie van de waterstand niet tot de mogelijkheden behoort, althans niet zonder visueel menselijk toezicht. Hierdoor is de niet-registrerende peilschaal eigenlijk totaal ongeschikt voor het uitvoeren van een hydrografische opneming.

### Digitale Niveaumeter (vlottersysteem)
De Digitale Niveaumeter (DNM), bestaat uit een verticaal in het water staande buis, met openingen waardoor het water in de buis even hoog staat als daarbuiten (de toevoeropening ligt onder de laagste waterstand). Dit systeem is voor het eerst beschreven door Adrianus François Goudriaan in 1817, en sindsdien op veel plaatsen in Nederland toegepast. In Engeland werd dit systeem in  1831 bij Sheerness geïntroduceerd door J. Mitchell.
In de meetbuis is een vlotter opgehangen, die via een metalen vlotterband en Gray-codeschijven continu de waterstand registreert. De stand van de vlotter is soms direct af te lezen (gebaseerd op het principe van het schrijvende echolood), soms alleen door een zogenaamd vlotterluikje te openen. Voor het verkrijgen van betrouwbare informatie over de waterstand wordt de meetpaal met de Digitale Niveaumeter uitgerust met een golfdemper, wat inhoudt dat de verhouding tussen de doorsnede van de toevoeropening en de binnenste buisdiameter rond de 1:4 ligt. Voor datacommunicatie, -opslag en -presentatie is de digitale niveaumeter met vlottersysteem uitgerust met signaalsplitters, semi-online loggers, grenswaardeschakelaars, signaalmultiplexers, digitale uitleesvensters en eventueel een peilspreker. Door middel van een telemetrieverbinding kunnen gegevens naar de vaste wal worden verzonden. Koppeling met het Rijkswaterstaat interne Multifunctioneel Presentatiesysteem (MFPS) behoort tot de mogelijkheden. De Digitale Niveaumeter controleert zichzelf voortdurend op de betrouwbaarheid van de gemeten waarden. Het enige nadeel van dit systeem is dat het tamelijk onderhoudsgevoelig is: de vlotterbuis, die in een bak met water hangt, krijgt te maken met bezinkend sediment, waardoor de meetpaal regelmatig moet worden schoongemaakt. De Digitale Niveau Meter met vlottersysteem is een door de afdeling Hydro-Instrumentatie van het Rijksinstituut voor Kust en Zee (deel van RWS) zelf ontworpen systeem. Doordat bepaalde onderdelen in de toekomst niet meer kunnen worden aangeleverd (mede vanwege het feit dat RIKZ dit systeem zelf ontworpen heeft) zullen alle DNM's in de toekomst vervangen worden door radarniveaumeters (zie verder).

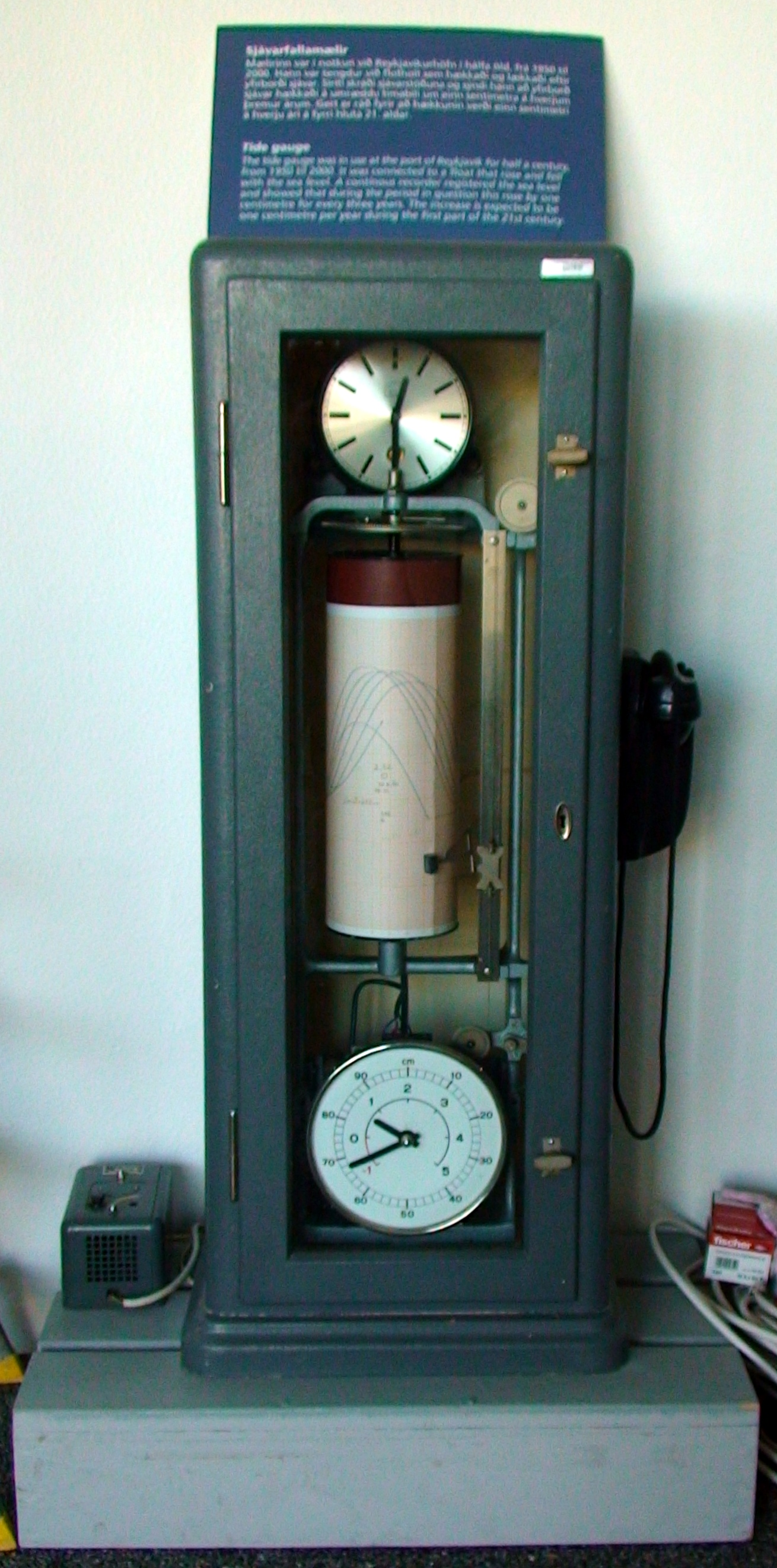
Registrerende getijmeter

### Elektrische peilschaal
De elektrische peilschaal, die aan een platform of een ander vaste opstelling is bevestigd, bestaat uit een buis waarin elektroden boven elkaar zijn aangebracht. Op een kleine afstand van de buis met elektroden bevindt zich een koperen plaat in het water. De stand van de waterspiegel kan nu worden bepaald door het meten van de elektrische weerstand tussen de plaat en elk van de elektroden. Omdat gegeven is dat de elektroden onder water een lagere weerstand geven dan de elektroden boven water, kan de waterstand worden gemeten.

### Drukmeting
Een peilschaal van het drukmetingstype wordt op de bodem gelegd en berust op het natuurkundig gegeven dat de hydrostatische druk in een punt onder water afhankelijk is van de hoogte van de waterkolom boven dat punt. Om een druk om te kunnen zetten in hoogteverschillen (veranderingen van de waterstand) is kennis van de dichtheid van het water nodig. Van dit type peilschaal zijn twee methoden in omloop:
- een met lucht gevuld druklichaam, verbonden met een manometer op de wal. De druk van de waterkolom kan worden uitgeoefend op een met lucht gevulde balg of op een kristal. Bij de laatstgenoemde zal het kristal als gevolg van de erop uitgeoefende druk van vorm veranderen en een zwak elektrisch signaal afgeven, hetgeen meetbaar is;
- een voorgespannen membraan waarvan de vervorming door een inductieve verplaatsingsmeter wordt omgezet in een elektrische spanning, welk signaal via een kabel naar de wal wordt gezonden en verder per telemetrie naar een opnemingsvaartuig wordt overgebracht en dan bewerkt.

Voor de diepte van een druksensor onder water geldt algemeen:
{\displaystyle D={\frac {p-p_{a}}{g\cdot \rho }}}
Met:
- p: gemeten druk
- pa: atmosferische druk
- g: zwaartekrachtsversnelling
- ρ (rho): soortelijke massa van het water

Het signaal wordt door de getijmeter omgezet naar een diepte en verzonden naar de verschillende ontvangers op de schepen. Doordat temperatuur en zoutgehalte, maar ook troep in de sensor de sensor beïnvloeden, moet de getijmeter gekalibreerd worden. Dit gaat als volgt:
Aan de kabel waar de sensor aan hangt worden maataanduidingen aangebracht. De sensor wordt op een paar verschillende (bekende) dieptes gehangen en in de computer wordt gekeken of de waarde overeenstemt met die diepte. Zo niet, dan wordt dit bijgeregeld. Nu weten we dat de sensor een correcte relatieve waterstand B aangeeft.
Eigenlijk wil je het getij t.o.v. van een referentievlak hebben, bijvoorbeeld chart datum. Meestal zijn in havens bekende punten aanwezig waarvan de exacte hoogte naar CD is herleid, wanneer je deze hoogte naar je getijmeter toe waterpast, kun je met een meetlint de afstand (A) naar het water meten. Het getij t.o.v. chart datum op dat moment is dan bekend. In de computer kun je dan invoeren
dat de waterkolom op dat moment correspondeert met dat getij.
Regelmatig kan de getijmeter eenvoudig uitgelezen worden door de geheugenkaart om te wisselen en via de computer uit te lezen
Naast registrerende peilschalen die hun gegevens via kabel of radioverbinding naar de wal sturen, zijn er ook systemen die hun gegevens in een geheugencassette op kunnen slaan.

### Omgekeerde echolood[bron?]
Het omgekeerde echolood wordt tevens op de bodem gelegd een meet de diepte via de meting van de looptijd van uitgezonden geluidspulsen naar de waterspiegel, alwaar ze worden weerkaatst.
Boven het wateroppervlak hangt de transducer, welke geluidspulsen uitzendt naar het wateroppervlak. Het wateroppervlak reflecteert de pulsen en de “echo” wordt weer opgevangen in de transducer. Het verschil in tijd tussen uitzenden van de geluidspuls en ontvangen van de echo is een maat voor de afstand tussen transducer en wateroppervlak, als de voortplantingssnelheid van het geluid bekend is. De geluidssnelheid in het medium, hier de lucht is dus heel belangrijk. De geluidssnelheid is sterk afhankelijk van de temperatuur en in veel mindere mate van de luchtvochtigheid. Altijd zal dus temperatuurscompensatie nodig zijn. Het voordeel van de akoestische meting is dat het een contactloze meting is, er wordt van bovenaf naar het wateroppervlak gemeten. Middeling van metingen zorgt voor het uitfilteren van golfinvloeden. Er is geen onderdeel dat het water raakt of daar in steekt en aldus beschadigd kan worden. Een nadeel is de gevoeligheid voor bijvoorbeeld wind. Vooral bij wat grotere afstanden (meer dan 6 meter bijvoorbeeld) kan het geluidssignaal “wegwaaien” en dus niet meer de transducer bereiken. Ook schuim op het water op het water evenals drijvende voorwerpen kunnen de meting verstoren

### Radarniveaumeter (RNM)
Een aanverwante applicatie van het omgekeerde echolood wordt boven het water geplaatst en meet de looptijd van een radarsignaal in een luchtkolom. Hierbij staat de radar al of niet in een buis boven de waterspiegel en plant het radarsignaal zich voort in een luchtkolom. De looptijd van het signaal heen en weer bepaald de afstand tot het wateroppervlak. In het algemeen wordt de berekening uitgevoerd door de fase verschuiving te bepalen.

### Stappenbaak
Een op de baggerwerken weinig gebruikte meetmethode is die van de stappenbaak. Dit is een lange staaf, meestal in verschillende secties te verdelen, welke verticaal in het water geplaatst wordt. Op deze staaf zijn op vaste afstanden (5 cm) elektroden aangebracht. Bij onderdompeling in water geven deze elektroden als het ware een kortsluiting, waardoor de waterhoogte op de stappenbaak bepaald is. Het waterstandsignaal wordt vervolgens per kabel of per radio verzonden. Een voordeel van de stappenbaakmethode is dat er niet alleen golfhoogte maar ook meteen getij mee gemeten kan worden. Een nadeel is misschien de constructie die nodig is om een en ander te bevestigen. De moderne stappenbaak is vrijwel ongevoelig voor vervuiling. Secties zijn in geval van mechanische beschadiging snel en eenvoudig te verwisselen. De kosten zijn hoger dan voor een vlotter of drukopnemer installatie maar zeker voor langduriger toepassingen het overwegen waard.
1. ↑   Adrianus François Goudriaan (1817). Verhandeling over het doen van waarnemingen op de hoogte van het water in de onderscheidene riviertakken en stroomen van de zeeboezems : houdende tevens een ontwerp van zamenstel, om de hoogt, Koninklijk Instituut van Wetenschappen. Pieper en Ipenbuur, Amsterdam. Gearchiveerd op 2 oktober 2022.
2. ↑  (en) NOC, Tide gauge instrumentation. Gearchiveerd op 26 augustus 2016. Geraadpleegd op 2 oktober 2022.